# 莊文強
莊文強，MH（1968年12月27日—）是香港电影编剧、导演，编剧代表作有《無間道系列》三部曲，导演代表作为《窃听风云》系列和《无双》，凭《無雙》赢得香港电影金像奖最佳导演奖。

## 背景
莊文強有一兄一妹，早年居住在香港島北角僑冠大廈，父親是一名正職為百樂戲院及新都戲院經理、兼職當樂師的左派分子。莊文強曾就讀蘇浙小學和衛理中學。原本在理工學院念工業工程，讀了一年之後，發現不適合自己，於是在受到關錦鵬執導的《地下情》的劇情啟發下瞞著家人轉到了香港浸會大學念電影。在浸會大學讀書時，即開始參與電影創作。畢業後當過攝影助理，還擔任電影資料蒐集員。因天生口才不佳，便加入TVB宣傳部做助理編導以訓練表達溝通能力。著名的「全力以赴，做到最好」標語即是當時莊文強為TVB發想的口號。其後轉為編劇，當了四年編審。
正當30歲，即將升上電視臺監製時，莊文強毅然決然辭去電視臺的工作，正式投身電影編劇，首部作品是與馬偉豪合編《失業皇帝》。
2002到2003年與麥兆輝共同參與編劇的《無間道系列》獲得巨大成功，成為當時香港青壯派的代表性導演之一。2005年，莊文強開始與麥兆輝共同執導電影《情義我心知》，其後便開啟與麥兆輝（人稱「麥莊」）共同編劇、執導的電影生涯。

## 作品
| 年份 | 中文片名            | 職銜       | 主演                           | 港澳票房（港圆） | 備註               |
| 1999 | 失業皇帝            | 編劇       | 羅嘉良、梁詠琪、葛民輝、李燦森 | HK$3,751,495     | 首部作品           |
| 1999 | 陽光警察            | 編劇       | 馮德倫、張智堯                 | HK$330,005       |                    |
| 1999 | 特警新人類          | 編劇       | 谢霆锋、馮德倫、李燦森         | HK$15,634,514    |                    |
| 2000 | 東京攻略            | 編劇       | 梁朝偉、鄭伊健、陳慧琳、張柏芝 | HK$28,187,90     |                    |
| 2001 | 願望樹              | 編劇       | 陳冠希                         | HK$762,060       |                    |
| 2001 | 愛君如夢            | 編劇       | 劉德華、梅艷芳、吳君如         | HK$17,793,971    |                    |
| 2002 | 我家有一隻河東獅    | 編劇       | 古天樂、張栢芝、范冰冰、許紹雄 | HK$11,930,124    |                    |
| 2002 | 無間道              | 編劇       | 劉德華、梁朝偉、黃秋生、曾志偉 | HK$55,057,176    |                    |
| 2003 | 老鼠愛上貓          | 編劇       | 劉德華、張柏芝、黃秋生         | HK$14,448,692    |                    |
| 2003 | 無間道II            | 編劇       | 黃秋生、曾志偉、劉嘉玲、吳鎮宇 | HK$24,919,376    |                    |
| 2003 | 無間道III：終極無間 | 編劇       | 梁朝偉、劉德華、黎明           | HK$30,225,661    |                    |
| 2005 | 頭文字D             | 編劇       | 周杰倫、黃秋生、陳冠希         | HK$37,862,364    |                    |
| 2005 | 情義我心知          | 導演、編劇 | 黎明、杜汶澤                   | HK$9,418,752     | 首部執導作品       |
| 2006 | 傷城                | 編劇       | 金城武、梁朝偉                 | HK$20,062,814    |                    |
| 2008 | 大搜查之女          | 導演、編劇 | 鄭秀文、陳奕迅                 | HK$7,430,957     |                    |
| 2009 | 竊聽風雲            | 導演、編劇 | 劉青雲、古天樂、吳彥祖         | HK$15,452,595    |                    |
| 2010 | 飛砂風中轉          | 導演、編劇 | 陳小春、鄭伊健、方中信         | HK$4,723,275     | 首部獨立執導作品   |
| 2011 | 關雲長              | 導演、編劇 | 甄子丹                         | HK$8,059,285     |                    |
| 2011 | 竊聽風雲2           | 導演、編劇 | 古天樂、劉青雲、吳彥祖         | HK$24,010,055    |                    |
| 2012 | 聽風者              | 導演、編劇 | 梁朝偉、周迅、范曉萱、王學兵   | HK$4,289,057     |                    |
| 2014 | 竊聽風雲3           | 導演、編劇 | 劉青雲、古天樂、吳彥祖         | HK$23,905,854    |                    |
| 2017 | 非凡任務            | 編劇       |                                | HK$16,701        |                    |
| 2018 | 無雙                | 導演       | 周潤發、郭富城、張靜初         | HK$34,568,856    | 第二部獨立執導作品 |
| 2019 | 廉政風雲 煙幕       | 監製       | 劉青雲、張家輝、林嘉欣         | HK$31,505,934    |                    |
| 2023 | 別叫我“賭神”        | 編劇       | 周潤發、袁詠儀、廖啟智、方中信 | HK$13,707,116    |                    |
| 2023 | 金手指              | 導演       | 梁朝偉、劉德華、任達華         | HK$45,928,232    |                    |

## 獎項與提名
| 年份 | 頒獎典禮                     | 獎項         | 作品              | 結果 |
| ---- | ---------------------------- | ------------ | ----------------- | ---- |
| 2003 | 第22屆香港電影金像獎         | 最佳編劇     | 無間道            | 獲獎 |
| 2003 | 第40屆金馬獎                 | 最佳原創劇本 | 無間道            | 提名 |
| 2004 | 第23屆香港電影金像獎         | 最佳編劇     | 無間道II          | 提名 |
| 2004 | 第23屆香港電影金像獎         | 最佳編劇     | 無間道III終極無間 | 提名 |
| 2005 | 第42屆金馬獎                 | 最佳改編劇本 | 頭文字D           | 提名 |
| 2007 | 第26屆香港電影金像獎         | 最佳編劇     | 傷城              | 提名 |
| 2007 | 香港特區十週年電影選舉       | 最佳編劇     | 無間道            | 獲獎 |
| 2010 | 第5屆香港電影導演會年度大獎  | 年度傑出導演 | 竊聽風雲          | 獲獎 |
| 2010 | 第29屆香港電影金像獎         | 最佳導演     | 竊聽風雲          | 提名 |
| 2010 | 第29屆香港電影金像獎         | 最佳編劇     | 竊聽風雲          | 提名 |
| 2011 | 第30屆香港電影金像獎         | 最佳新晉導演 | 飛砂風中轉        | 獲獎 |
| 2011 | 第6屆香港電影導演會年度大獎  | 年度新晉導演 | 飛砂風中轉        | 獲獎 |
| 2012 | 第31屆香港電影金像獎         | 最佳導演     | 竊聽風雲2         | 提名 |
| 2012 | 第31屆香港電影金像獎         | 最佳編劇     | 竊聽風雲2         | 提名 |
| 2013 | 第32屆香港電影金像獎         | 最佳編劇     | 聽風者            | 提名 |
| 2015 | 第34屆香港電影金像獎         | 最佳導演     | 竊聽風雲3         | 提名 |
| 2015 | 第34屆香港電影金像獎         | 最佳編劇     | 竊聽風雲3         | 獲獎 |
| 2019 | 第13屆亞洲電影大獎           | 最佳編劇     | 無雙              | 提名 |
| 2019 | 第25屆香港電影評論學會大獎   | 最佳導演     | 無雙              | 提名 |
| 2019 | 第25屆香港電影評論學會大獎   | 最佳編劇     | 無雙              | 提名 |
| 2019 | 第12屆香港電影導演會年度大獎 | 最佳導演獎   | 無雙              | 獲獎 |
| 2019 | 第2屆最港電影大獎            | 最港導演     | 無雙              | 提名 |
| 2019 | 第2屆MOVIE6全民票選電影大獎  | 最佳導演     | 無雙              | 提名 |
| 2019 | 第38屆香港電影金像獎         | 最佳導演     | 無雙              | 獲獎 |
| 2019 | 第38屆香港電影金像獎         | 最佳編劇     | 無雙              | 獲獎 |
| 2024 | 第42屆香港電影金像獎         | 最佳導演     | 金手指            | 提名 |
| 2024 | 第42屆香港電影金像獎         | 最佳編劇     | 金手指            | 提名 |